# Zorin OS
Zorin OS este o distribuție Linux bazată pe Ubuntu, disponibilă atât în versiune gratuită, cât și în versiune cu plată. Utilizează în mod implicit mediul de lucru GNOME și XFCE 4, deși desktopul este puternic personalizat pentru utilizatorii mai familiarizați cu Windows și macOS.

## Caracteristici
Zorin OS este disponibil în diferite versiuni gratuite și cu plată, inclusiv versiuni care utilizează XFCE pentru utilizarea cu computere mai vechi, în locul tradiționalului GNOME. Zorin OS urmează versiunile pe termen lung ale sistemului principal Ubuntu și utilizează propriile depozite de software, precum și depozitele Ubuntu. Temele mediului desktop pot semăna cu cele din Windows, macOS sau Ubuntu și permit ca interfața să fie familiară, indiferent de sistemul anterior utilizat de utilizator. Zorin OS Lite, ediția bazată pe XFCE pentru computere mai vechi, va fi acceptată prin versiunile 17 și 18, cu actualizări până în iunie 2029, și se preconizează că va fi întreruptă începând cu versiunea 19.
În ianuarie 2020, dezvoltatorii au anunțat planurile de lansare a Zorin Grid, un software pentru instalarea și întreținerea sistemului de operare Zorin într-o rețea, destinat companiilor și școlilor. În martie 2025, software-ul nu era încă lansat.

## Istorie
Proiectul a fost demarat în 2008 de către cofondatorii Artyom și Kyrill Zorin. Compania are sediul în Dublin, Irlanda.
Zorin OS a fost lansat inițial pe 1 iulie 2009. Începând cu versiunea 16.3, instrumentul de actualizare al sistemului poate fi utilizat pentru a actualiza instalările existente; versiunile anterioare necesitau o instalare completă. 17.3 este cea mai recentă versiune.

## Recepție
Zorin OS a fost remarcat pentru aspectul intuitiv și familiar, funcționalitatea și procesul de instalare; precum și pentru faptul că este ușor de utilizat, având un aspect similar cu Windows.